# Pleromelloida conserta
Pleromelloida conserta är en fjärilsart som beskrevs av Augustus Radcliffe Grote 1881. Pleromelloida conserta ingår i släktet Pleromelloida och familjen nattflyn. Inga underarter finns listade i Catalogue of Life.

## Bildgalleri

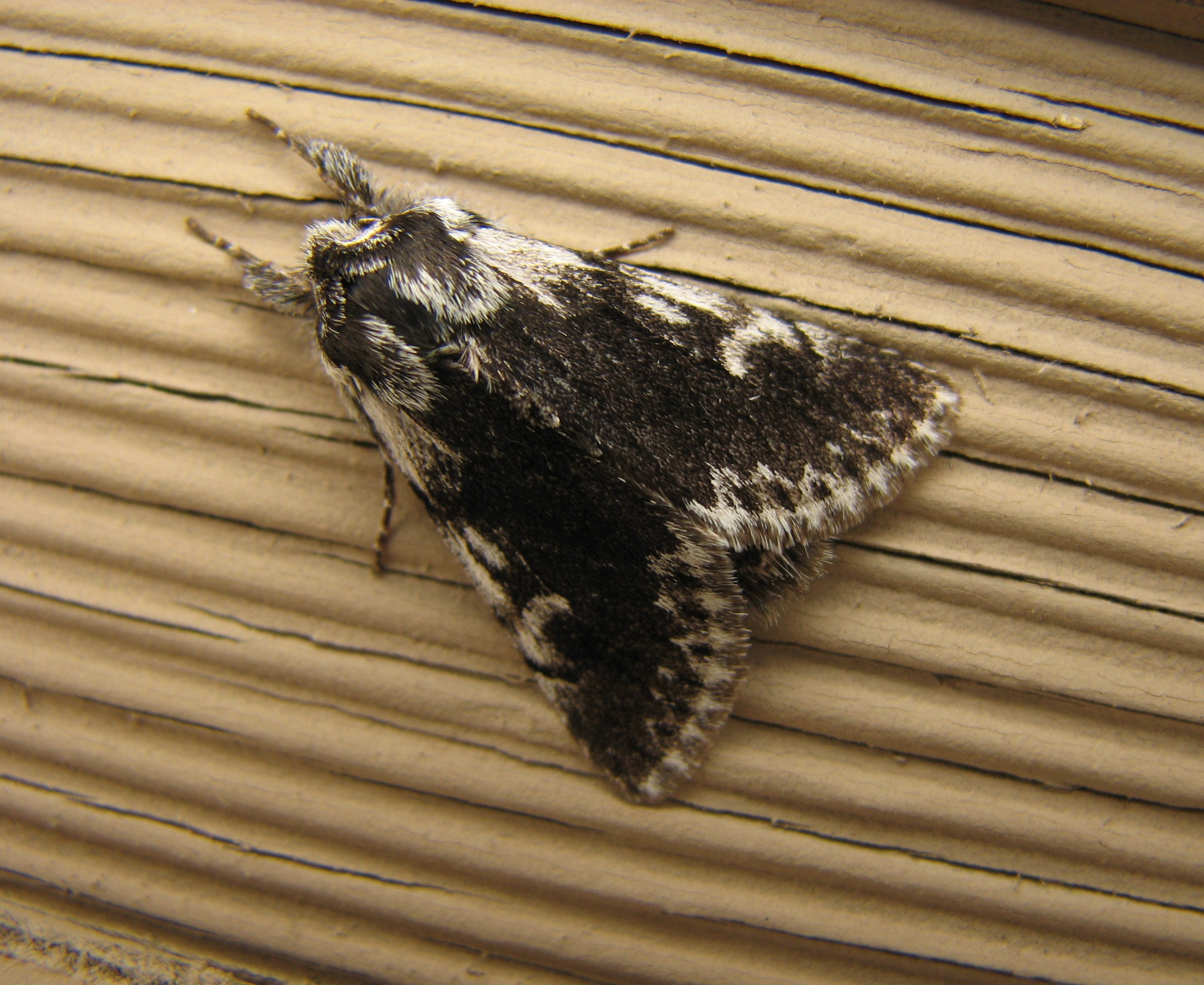